# Championnat d'Europe masculin de volley-ball des moins de 19 ans 2013
Navigation
Ankara 2011 2015
Le 10e Championnat d'Europe masculin de volley-ball des moins de 19 ans se déroule du 13 au 21 avril 2013 à Laktaši (Bosnie-Herzégovine) et Belgrade (Serbie).

## Équipes présentes
| - Bosnie-Herzégovine (coorganisateur) - Serbie (Vainqueur du Championnat d'Europe 2011) - Italie (1er Poule A TQCE) - Russie (1er Poule B TQCE) - Pologne (1er Poule C TQCE) - Turquie (1er Poule D TQCE) | - Belgique (1er Poule E TQCE) - France (2e Poule A TQCE) - Slovénie (2e Poule B TQCE) - Bulgarie (2e Poule C TQCE) - Autriche (2e Poule D TQCE) - Finlande (2e Poule E TQCE) |

### Classement des poules de qualification
| Poule A                                                                           | Poule B                                                                           | Poule C                                                                              | Poule D                                                                             | Poule E                                                                             |
| --------------------------------------------------------------------------------- | --------------------------------------------------------------------------------- | ------------------------------------------------------------------------------------ | ----------------------------------------------------------------------------------- | ----------------------------------------------------------------------------------- |
| Site : Brno 1. Italie 2. France 3. Allemagne 4. Biélorussie 5. République tchèque | Site : Jelgava 1. Russie 2. Slovénie 3. Ukraine 4. Estonie 5. Norvège 6. Lettonie | Site : Nitra 1. Pologne 2. Bulgarie 3. Slovaquie 4. Portugal 5. Israël 6. Angleterre | Site : Ankara 1. Turquie 2. Autriche 3. Espagne 4. Pays-Bas 5. Roumanie 6. Lituanie | Site : Kecskemét 1. Belgique 2. Finlande 3. Grèce 4. Hongrie 5. Croatie 6. Danemark |

## Tour préliminaire

### Composition des groupes
| Poule 1                                                                     | Poule 2                                                        |
| --------------------------------------------------------------------------- | -------------------------------------------------------------- |
| Site : Laktasi Bosnie-Herzégovine Italie Pologne Belgique Autriche Slovénie | Site : Belgrade Serbie Turquie Russie France Bulgarie Finlande |

### Poule 1
| # | Équipe             | Pts | J | G | Gt | Pt | P | Sp | Sc | Ratio | Pp  | Pc  | Ratio |
| 1 | Pologne            | 15  | 5 | 5 | 0  | 0  | 0 | 15 | 0  | MAX   | 379 | 271 | 1.399 |
| 2 | Belgique           | 10  | 5 | 3 | 0  | 1  | 1 | 11 | 8  | 1.375 | 413 | 378 | 1.093 |
| 3 | Italie             | 9   | 5 | 3 | 0  | 0  | 2 | 10 | 7  | 1.429 | 395 | 360 | 1.097 |
| 4 | Autriche           | 6   | 5 | 2 | 0  | 0  | 3 | 6  | 11 | 0.545 | 359 | 404 | 0.889 |
| 5 | Slovénie           | 5   | 5 | 1 | 1  | 0  | 3 | 8  | 11 | 0.727 | 388 | 421 | 0.922 |
| 6 | Bosnie-Herzégovine | 0   | 5 | 0 | 0  | 0  | 5 | 2  | 15 | 0.133 | 317 | 417 | 0.76  |

### Poule 2
| # | Équipe   | Pts | J | G | Gt | Pt | P | Sp | Sc | Ratio | Pp  | Pc  | Ratio |
| 1 | Russie   | 15  | 5 | 5 | 0  | 0  | 0 | 15 | 2  | 7.5   | 430 | 307 | 1.401 |
| 2 | Finlande | 10  | 5 | 3 | 0  | 1  | 1 | 11 | 8  | 1.375 | 429 | 422 | 1.017 |
| 3 | Turquie  | 9   | 5 | 1 | 3  | 0  | 1 | 12 | 9  | 1.333 | 439 | 417 | 1.053 |
| 4 | France   | 6   | 5 | 2 | 0  | 0  | 3 | 8  | 10 | 0.8   | 367 | 418 | 0.878 |
| 5 | Bulgarie | 3   | 5 | 0 | 1  | 1  | 3 | 6  | 14 | 0.429 | 408 | 457 | 0.893 |
| 6 | Serbie   | 2   | 5 | 0 | 0  | 2  | 3 | 6  | 15 | 0.4   | 447 | 499 | 0.896 |

## Tour final

### Classement 5-8
|  | Tour de classement                          | Tour de classement                          |          |   | 5e place                             | 5e place                             |
|  | Tour de classement                          | Tour de classement                          |          |   | 5e place                             | 5e place                             |
|  |                                             |                                             |          |   |                                      |                                      |
|  | 20.04.13, 21-25, 25-23, 20-25, 25-22, 11-15 | 20.04.13, 21-25, 25-23, 20-25, 25-22, 11-15 |          |   | 21.04.13, 23-25, 22-25, 25-23, 17-25 | 21.04.13, 23-25, 22-25, 25-23, 17-25 |
|  | 20.04.13, 21-25, 25-23, 20-25, 25-22, 11-15 | 20.04.13, 21-25, 25-23, 20-25, 25-22, 11-15 |          |   | 21.04.13, 23-25, 22-25, 25-23, 17-25 | 21.04.13, 23-25, 22-25, 25-23, 17-25 |
|  | Italie                                      | 2                                           |          |   | 21.04.13, 23-25, 22-25, 25-23, 17-25 | 21.04.13, 23-25, 22-25, 25-23, 17-25 |
|  | Italie                                      | 2                                           |          |   | 21.04.13, 23-25, 22-25, 25-23, 17-25 | 21.04.13, 23-25, 22-25, 25-23, 17-25 |
|  | France                                      | 3                                           |          |   | 21.04.13, 23-25, 22-25, 25-23, 17-25 | 21.04.13, 23-25, 22-25, 25-23, 17-25 |
|  | France                                      | 3                                           | France   | 1 |                                      |                                      |
|  | 20.04.13, 27-25, 25-18, 21-25, 26-24        |                                             | France   | 1 |                                      |                                      |
|  |                                             | Turquie                                     | 3        |   |                                      |                                      |
|  | Turquie                                     | Turquie                                     | 3        | 3 |                                      |                                      |
|  | Turquie                                     |                                             |          | 3 |                                      |                                      |
|  | Autriche                                    | 1                                           |          |   |                                      |                                      |
|  | Autriche                                    | 1                                           | 7e place |   |                                      |                                      |
|  |                                             |                                             |          |   |                                      |                                      |
|  | 21.04.13, 25-21, 23-25, 25-14, 25-13        |                                             |          |   |                                      |                                      |
|  |                                             |                                             |          |   |                                      |                                      |
|  | Italie                                      | 3                                           |          |   |                                      |                                      |
|  | Italie                                      | 3                                           |          |   |                                      |                                      |
|  | Autriche                                    | 1                                           |          |   |                                      |                                      |
|  | Autriche                                    | 1                                           |          |   |                                      |                                      |

### Classement 1-4
|  | Demi-finales                                | Demi-finales                  |                        |   | Finale                              | Finale                              |
|  | Demi-finales                                | Demi-finales                  |                        |   | Finale                              | Finale                              |
|  |                                             |                               |                        |   |                                     |                                     |
|  | 20.04.13, 25-14, 25-23, 25-13               | 20.04.13, 25-14, 25-23, 25-13 |                        |   | 21.04.13,16-25, 18-25, 25-22, 21-25 | 21.04.13,16-25, 18-25, 25-22, 21-25 |
|  | 20.04.13, 25-14, 25-23, 25-13               | 20.04.13, 25-14, 25-23, 25-13 |                        |   | 21.04.13,16-25, 18-25, 25-22, 21-25 | 21.04.13,16-25, 18-25, 25-22, 21-25 |
|  | Pologne                                     | 3                             |                        |   | 21.04.13,16-25, 18-25, 25-22, 21-25 | 21.04.13,16-25, 18-25, 25-22, 21-25 |
|  | Pologne                                     | 3                             |                        |   | 21.04.13,16-25, 18-25, 25-22, 21-25 | 21.04.13,16-25, 18-25, 25-22, 21-25 |
|  | Finlande                                    | 0                             |                        |   | 21.04.13,16-25, 18-25, 25-22, 21-25 | 21.04.13,16-25, 18-25, 25-22, 21-25 |
|  | Finlande                                    | 0                             | Pologne                | 1 |                                     |                                     |
|  | 20.04.13, 25-11, 25-23, 25-20               |                               | Pologne                | 1 |                                     |                                     |
|  |                                             | Russie                        | 3                      |   |                                     |                                     |
|  | Russie                                      | Russie                        | 3                      | 3 |                                     |                                     |
|  | Russie                                      |                               |                        | 3 |                                     |                                     |
|  | Belgique                                    | 0                             |                        |   |                                     |                                     |
|  | Belgique                                    | 0                             | Match pour la 3e place |   |                                     |                                     |
|  |                                             |                               |                        |   |                                     |                                     |
|  | 21.04.13, 19-25, 25-20, 25-22, 19-25, 10-15 |                               |                        |   |                                     |                                     |
|  |                                             |                               |                        |   |                                     |                                     |
|  | Finlande                                    | 2                             |                        |   |                                     |                                     |
|  | Finlande                                    | 2                             |                        |   |                                     |                                     |
|  | Belgique                                    | 3                             |                        |   |                                     |                                     |
|  | Belgique                                    | 3                             |                        |   |                                     |                                     |

## Classement final
| Place              | Équipe             |
| ------------------ | ------------------ |
| Médaille d'or      | Russie             |
| Médaille d'argent  | Pologne            |
| Médaille de bronze | Belgique           |
| 4                  | Finlande           |
| 5                  | Turquie            |
| 6                  | France             |
| 7                  | Italie             |
| 8                  | Autriche           |
| 9                  | Slovénie           |
| 10                 | Bulgarie           |
| 11                 | Serbie             |
| 12                 | Bosnie-Herzégovine |

## Distinctions individuelles
- MVP :  Viktor Poltaïev
- Meilleur marqueur :  Bartosz Bućko
- Meilleur attaquant :  Bartosz Bućko
- Meilleur serveur :  Pavel Pankov
- Meilleur contreur :  Ilia Vlasov
- Meilleur passeur :  Sander Depovere
- Meilleur libero :  Kacper Piechocki
- Meilleur réceptionneur :  Rafal Szymura